# الرويحاء (حجر الصيعر)

تعديل مصدري - تعديل

الرويحاء هي إحدى قرى عزلة حجر الصيعر بمديرية حجر الصيعر التابعة لمحافظة حضرموت، بلغ تعداد سكانها 8 نسمة حسب تعداد اليمن لعام 2004.